# بیماری‌های گیاهی
بیماری‌هایی گیاهی مشکلات زیستی هستند که گیاهان به آن دچار شده و عوامل بیماری‌زا یا آفت‌های گیاهی مانند قارچ، باکتری و عوامل دیگری پدیدآورده آنها است. بیماری‌های گیاهی بر زندگی مردم به طور مستقیم با از بین بردن منابع غذایی‌شان یا غیر مستقیم با از بین بردن منابع غذایی دامداران اثر می‌گذارد. دانش گیاه‌پزشکی به بررسی بیماری‌ها و آسیب‌های گیاهی می‌پردازد. در این مقاله پس‌زمینهٔ بیماری‌ها، تاریخچه تمدنی موضوع، پیشگامان تشخیص بیماری‌های گیاهی و چند آفت گیاهی سرشناس در تاریخ بررسی شده است.

## تاریخچه

### بیماری‌ها و خدایان
گسترش هر سالهٔ بیماری زنگ گندم در ذهن مردم باورهایی را ساخت به‌طوری‌که مردم پنداشتند که همه‌گیری زنگ گندم را رب‌النوعی به نام Robigus پدید می‌آورد و دلیل آن خشم خدایان به دلیل گناهان مردم  است. از این رو هر ساله  در فصل بهار مردم برای خشنودی خدای زنگ گندم جشنی به نام Robigolia بر پا کرده و در آن گوسفند، سگ یا روباه قربانی می‌کرند. همه‌گیری زنگ گندم در سال ۱۹۴۸ در استرالیا ۲۷۰.۰۰۰ تن گندم که می‌بایست غذای ۳ میلیون انسان باشد را از بین برد.

### نظریه خودبه خودی
برخی مانند ارسطو می‌پنداشتند که بیماری‌های گیاهی خودبه‌خودی درست می‌شوند و دلیل ویژه‌ای برای پدید آمدنشان نیست. اما تئوفراستوس فیلسوف یونانی بر این باور بود که دلیل اصلی بیماری‌های گیاهی به دلیل تغییرات آب‌و‌هوایی است و اگر چه خداوند آب‌وهوا را کنترل می‌کند، ولی بیماری‌ها گیاهی با هوا به گیاهان منتقل می‌شوند. وی مشاهده کرد که در جاهای بلندتر مانند تپه‌ها بیماری‌های گیاهیِ کمتری به نسبت جاهای پست‌تر مانند گودی‌ها رخ می‌دهد. پیش از وی کسی به این پی نبرده بود که اگر دلیل اصلی بیماری‌های گیاهی خشم خدایگان است آیا ساکنین جاهای پست‌تر واقعاً بیشتر از ساکنین جاهای بلندتر مرتکب گناه می‌شوند؟!
پس از تئوفراستوس دانش بیماری‌های گیاهی در حدود ۲۰۰۰ سال پیشرفت ویژه‌ای نداشت. در قرن هفدهم رابرت هوک دانشمند انگلیسی با ساخت میکروسکوپ توانست سلول‌های گیاهی را مشاهده کند. همچنین اولین نقاشی از یک بیماری قارچی که به نظر قارچ Phragmidium mucronatum می‌باشد نیز در سال ۱۶۶۵ به دست وی دیده و کشیده شده است. پیِر آنتونیو میشلی نخستین دانشمندی بود که به پدیدهٔ خودبه‌خودی شک کرد. وی در سال ۱۷۲۹ توانست هاگ قارچ‌ها را مورد مطالعه قرار دهد.

## پیشگامان
در سال ۱۷۵۵ مثئو تیلت برای نخستین بار هاگ سیاه‌رنگ سیاهک رو مطالعه کرد و نشان داد که این بیماری واگیردار است. تلاش وی این بود که به مردم نشان دهد که بیماری‌های گیاهی در پی پدیده خودبه‌خودی به وجود می‌آیند تغییر دهد. نام Tilletia به افتخار وی به بیماری‌های سیاهک پنهان (مانند سیاهگ پنهان گندم و سیاهک پنهان ذرت‌خوشه‌ای) گذاشته شده است.
باکتری Erwinia amylova عامل بیماری آتشک درختان میوه دانه‌دار نخستین باکتری بیماری‌زای گیاهی بود که در سال ۱۸۷۸ به دست توماس جاناثن بریل کشف شد.
آدولف مایر در سال ۱۸۸۶ اولین ویروس گیاهی با نام ویروس موزائیک توتون را کشف کرد. هر چند او در تشخیص عامل بیماری دچار اشتباه شد و این مورد را یک بیماری باکتریایی معرفی کرد اما دیمیتری ایوانفسکی در سال ۱۸۹۲ عامل این بیماری رو یک نوع ویروس معرفی کرد.
همچنین John Needham کشیش و طبیعی‌دان انگلیسی ابتدا در سال ۱۷۴۳ اولین کرم لوله‌ای انگل گیاهی که کرم لوله‌ای دانه گندم Anguina tritici بود را شناسایی و معرفی کرد.

### دارواش
گیاهِ نیمه‌انگلی دارواش نخستین بیماری گیاهی شناخته‌شده است و نخستین بیماری است که روش کنترل زراعی (هرس شاخه‌های مبتلا) برای آن به کار برده شده است. 

### تاکستان‌های فرانسه، نجات با آمیزه بردو
طغیان ۳ بیماری سفیدک پودری، فیلوکسرا، و سفیدک داخلی در تاکستان‌های فرانسه در نیمه دوم قرن ۱۹ تهدیدی جدی برای صنعت مهم شراب‌سازی فرانسه بود.
زمانی که روش کنترل سفیدک پودری که خطر جدی برای تاکستان‌های اروپا محسوب می‌شد با پودر آهک و گوگرد کشف شد، فیلوکسرا (خشک برگی) که ایجاد گالهایی در ریشه می‌کرد و از تغذیه نوعی شته به وجود می‌آمد طغیان کرد. با کنترل این بیماری با پیوند پایه‌های موی آمریکایی طولی نگذشت که بلای سوم بر اروپا و به خصوص فرانسه نازل شد: بیماری سفیدک کرکی مو که با نام سفیدک دروغین نیز شناخته شد. این بیماری که به شدت شیوع یافت میزان محصول و کیفیت انگور را کاهش و بسیاری از موستان‌ها را بین برد. طی ۵ سال بیماری به تاکستان‌های کشورهای مجاور نیز سرایت نمود و تولید کنندگان انگور در سرارسر اروپا را به وحشت انداخت.
در حالی که بسیاری از دانشمندان به فکر چاره‌ای برای کنترل این بیماری بودند راه حل این بیماری به طور تصادفی به دست استاد گیاه‌شناس فرانسوی به نام Pierre-Marie-Alexis Millardet پیدا شد. یک روز وی در بین تاکستان‌های شهر بوردو قدم می‌زد که به موضوع جالبی برخورد. وی دریافت که برخی از تاک‌های برخاسته از تاکستانی در کنار یک جاده خاکی دارای روکشی از مادهٔ آبی رنگی بودند ولی تمام برگ‌های این درختچه‌ها سالم هستند! صاحب تاکستان برای میلارده توضیح داد که این ماده سولفات مس یا کات کبود است و وی آنها را بر درختچه‌ها پاشیده تا رهگذران با تصور سمی بودن انگورها آنهار ا ندزدند. از قضا این ماده خود پادزهرِ بیماری انگورهای فرانسه بود. میلارده نام این ماده را «بوردو» نهاد. 
این بیماری از آمریکای شمالی به اروپا وارد شده بود. بعدها دو بیماری بلایت شاه بلوط و مرگ هلندی درختان نارون از اروپا به آمریکا وارد شد.

## تأثیرگذارترین‌ها

### سفیدک دروغین سیب زمینی
در سال ۱۸۴۵ اپیدمی بیماری سوختگی سیب‌زمینی که با نام سفیدک دروغین یا بادزدگی سیب‌زمینی نیز شناخته می‌شود موجب قحطی و مرگ ۲۵۰ هزار نفر و مهاجرت ۵.۱ میلیون نفر در ایرلند شد. در آن زمان کل جمعیت ایرلند تنها ۸ میلیون نفر بود!

### بلایت شاه بلوط
شاه‌بلوط آمریکایی در گذشته‌ای نه چندان دور در بخشی به گستردگی چند صد مایل از جنوب جورجیا و میسیسیپی گرفته تا شمال میشیگان و انتاریو در کانادا از فراوانترین درختان جنگلی بود. ولی در بین سال‌های ۱۹۰۴ تا ۱۹۴۴ این درخت پراهمیت بر اثر توسعه بیماری کشنده بلایت که بر اثر قارچِ سوختگی شاه‌بلوط پدید می‌آید به مرز انقراض رسید. 
این درخت اهمیت فراوانی دارد زیرا که هم منبع چوب است و هم تولید شاه‌بلوط تولید می‌کند که غذای انسان و حیوانات وحشی است. همچنین این درختان پناهگاه‌های حیات وحش به شمار آمده و چوب و میوه آن منبع درآمد مردم محلی است.

### مرگ نارون
بیماری مرگ نارون از آن جهت که نخستین بار در سال ۱۹۲۱ در هلند گسترش و شهرت یافت به مرگ هلندی درختان نارون معروف گردید. این بیماری مرگ هلندی درختان نارون با عامل قارچ Ophistoma ulmi و گونه مهاجم‌تر Ophistoma nova-ulmi در سال ۱۹۳۰ به آمریکا رسید و نارون‌های زیبا و تنومند آمریکا را آلوده و تا سال ۱۹۷۳ به مرز انقراض کشانید.

### ارگوت غلات
این بیماری پیش از شناسایی با نام‌های عامیانه نفرین شیطان، آتش مقدس، باد سرخ، و امروزه با نام ارگوت شناخته می‌شود و عامل بیماری‌زای قارچ ناخنک چاودار (با نام علمی: Claviceps purpurea) آن را پدید می‌آورد.
خوردن غلات مبتلا به این قارچ به بیماری می‌انجامد که بخر از نشانه‌هایش اینها هستند: قرمز و تاولی شدن پوست، سوزش، گرفتگی ماهیچه‌ها، دردهای شدید در ناحیه شکم، تشنج، توهم و جنون، قانقاریا. بیشتر گرفتاران به این بیماری حیوانات و انسان‌های مستمند در اسپانیا، فرانسه و روسیه بودند.
این قارچ چندین نوع آلکالوئید کشنده و غیر کنشده درست می‌کند. یکی از آلکالوئیدها که کشنده نیست ماده روان‌گردان ال‌اس‌دی است که بر روی مغز و دستگاه گردش خون تأثیر می‌گذارد. برخی از قارچ‌های بیماری‌زای گیاهی مانند افشانکچه، پنی‌سیلیوم، فیوزاریم و... تولید زهرابه‌های کشنده‌ای مانند افلاتوکسین، اوکراتوکسین، ترایکوتوکسین، زآرالنون می‌کنند.

### ویروس شکستگی گلبرگ لاله
یکی از قدیمی‌ترین ویروس‌های گیاهی کشف شده ویروس شکستگی گل لاله است. این ویروس رشد گیاه را کند و از دیدگاه بیماری‌شناسان یک بیماری به شمار می‌آید. اما از دیدگاه پرورش‌دهندگان گل و گیاه این بیماری که به آنتوسیانین‌های اپیدرم گلبرگ‌های لاله می‌انجامد به در هم‌آمیختگی رنگ‌های زیبایی در گلبرگ‌ها می‌شود. بسیاری از گلکارها نه تنها از وجود این ویروس ناراحت نمی‌شوند بلکه به این علت که این گل‌های را می‌توانند به قیمت‌های بیشتری بفروشند بسیار خرسند نیز می‌شوند!

### زغالک مرکبات
این بیماری با عامل باکتریایی زغالک مرکبات (نام علمی: Xanthomonas axonopodis) که با نام شانکر نیز شناخته می‌شود یکی از خطرناک‌ترین بیماری‌های مرکبات است و گونه‌های گوناگون مرکبات را آلوده می‌کند. این بیماری بومی ژاپن و نواحی جنوب شرق آسیا است. از آنجا به تمام قاره‌های تولیدکننده مرکبات به جز اروپا منتقل شده است. زغالک مرکبات نخست در سال ۱۹۱۲ میلادی با ورود نهال آلوده از ژاپن به فلوریدا وارد آن ایالت شد و سپس به تمام ایالت‌های جنوبی و تمام ایالات متحده آمریکا گسترش است. ریشه‌کن کردن این آفت از فلوریدا بالاخره پس از بیست سال، سوزاندن بیش از ۲۵۰.۰۰۰ اصله درخت بارور و بیش از سه میلیون اصله نهال، هزینه میلیون دلاری و دشواری‌ها و دردسرهای زیاد امکان‌پذیر شد. ریشه‌کن شدن بیماری از تمام آمریکا بیست سال دیگر تا سال ۱۹۴۹ وقت گرفت.
در سال ۱۹۴۸ نمونه‌ای از بیماری لکه برگی که نشانه‌هایی شبیه به زغالک دارد دیده شد. باور بر این بود که زغالک باکتریایی دوباره پدیدار شده است و برنامه ریشه‌کنی تازه‌ای آغاز شد که این بار نیز به ریشه‌کنی ۲۰ میلیون نهال و درخت بارور تا سال ۱۹۹۰ انجامید. در باور بر این بود که آفت به طور کالم از بین رفته تا این که دوباره در سال ۱۹۹۵ نمونه‌هایی از آن در درختان یک منطقه مسکونی شد و برنامه از بین بردن درختان آن منطقه صورت گرفت.

### سیاهک ذرت
بیماری سیاهک ذرت با ایجاد گال‌هایی که در اثر رشد هاگ سیاه رنگ قارچ در روی خوشه‌های ذرت ایجاد می‌کند باعث کاهش محصول و خسارت می‌شود. اما در مکزیک مردم به ذرت‌های دچارشده به این بیماری روی خوش نشان داده و گال‌های دچارشده به هاگ را از خوشه جدا کرده و به عنوان چاشنی غذا می‌خورند. این ماده در کنسرو در بازار فروخته می‌شود.

## گونه‌های بیماری‌های گیاهی
بیماری‌های گیاهی به دست عوامل بیماری‌زای زیستی زیر درست می‌شود که کیفیت و کمیت محصولات کشاورزی را کاهش می‌دهد:
- قارچ
- باکتری
- ویروس
- نماتد
- مایکوپلاسما

## اسامی برخی بیماری‌های قارچی
- سفیدک سطحی
- سفیدک دروغی یا داخلی
- بیماری سیاه‌ششی
- انگومک یا گموز مرکبات
- پوسیدگی قهوه‌ای مرکبات با عامل بیماری‌زای Phytophthora citrophthora
- زغالک (شانکر) سیتوسپورا
- پوسیدگی فیتوفتورایی با عامل بیماری‌زای گیاه‌کش
- پیچیدگی برگ هلو با عامل بیماری‌زای Taphrina deformans
- بیماری بادزدگی گوجه‌فرنگی با عامل بیماری‌زای Phytophthora infestans
- بیماری لکه موجی گوجه‌فرنگی
- پوسیدگی خاکستری با عامل بیماری‌زای کپک خاکستری

## اسامی برخی بیماری‌های باکتریایی
- آتشک
- زغالک
- بلاست برنج
- سرطان طوقه، ساقه و ریشه